# Podocarpus henkelii
Podocarpus henkelii är en barrträdart som beskrevs av Otto Stapf, William Dallimore och Albert Bruce Jackson. Podocarpus henkelii ingår i släktet Podocarpus och familjen Podocarpaceae. IUCN kategoriserar arten globalt som livskraftig. Inga underarter finns listade i Catalogue of Life.

## Bildgalleri

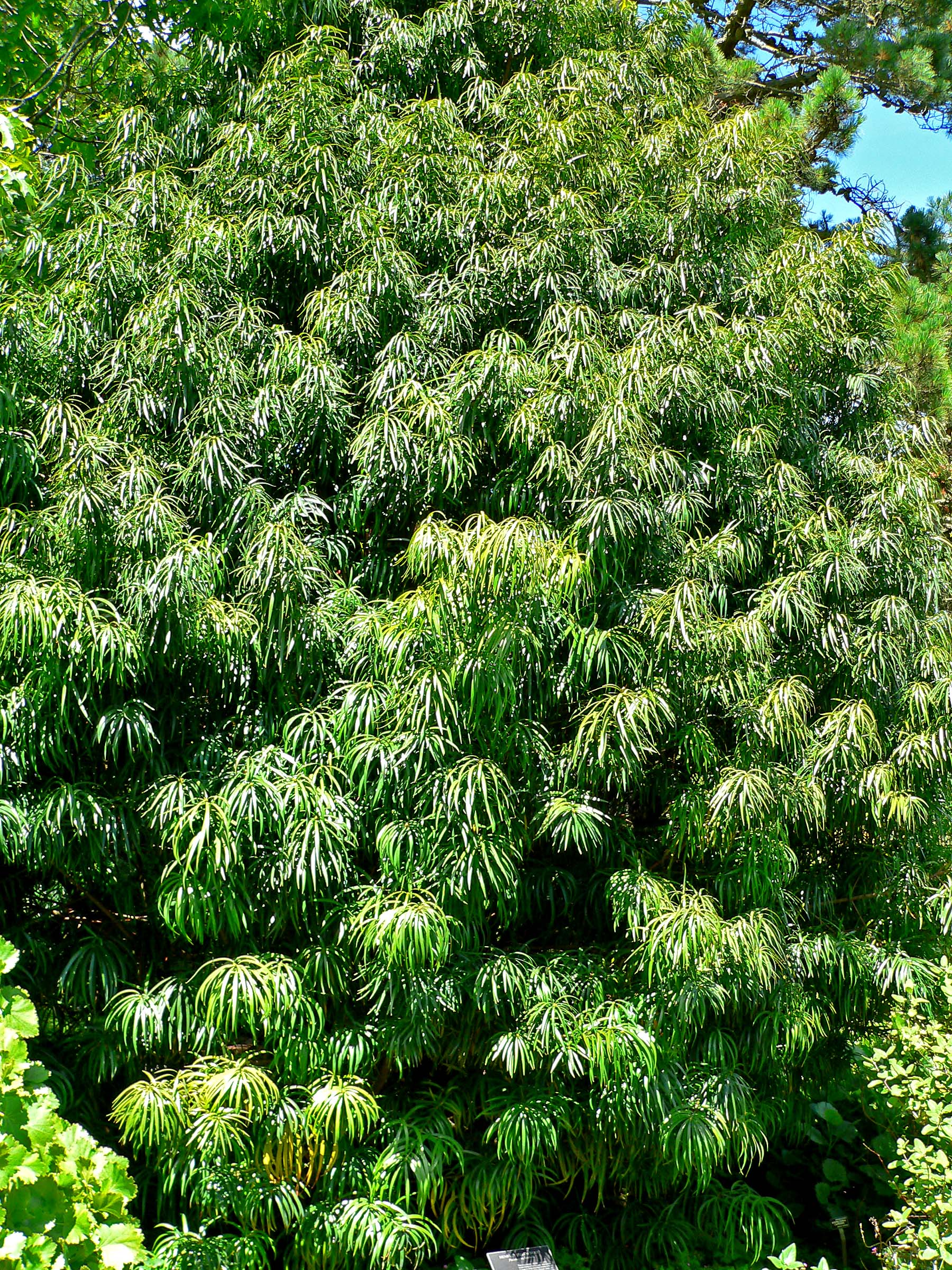
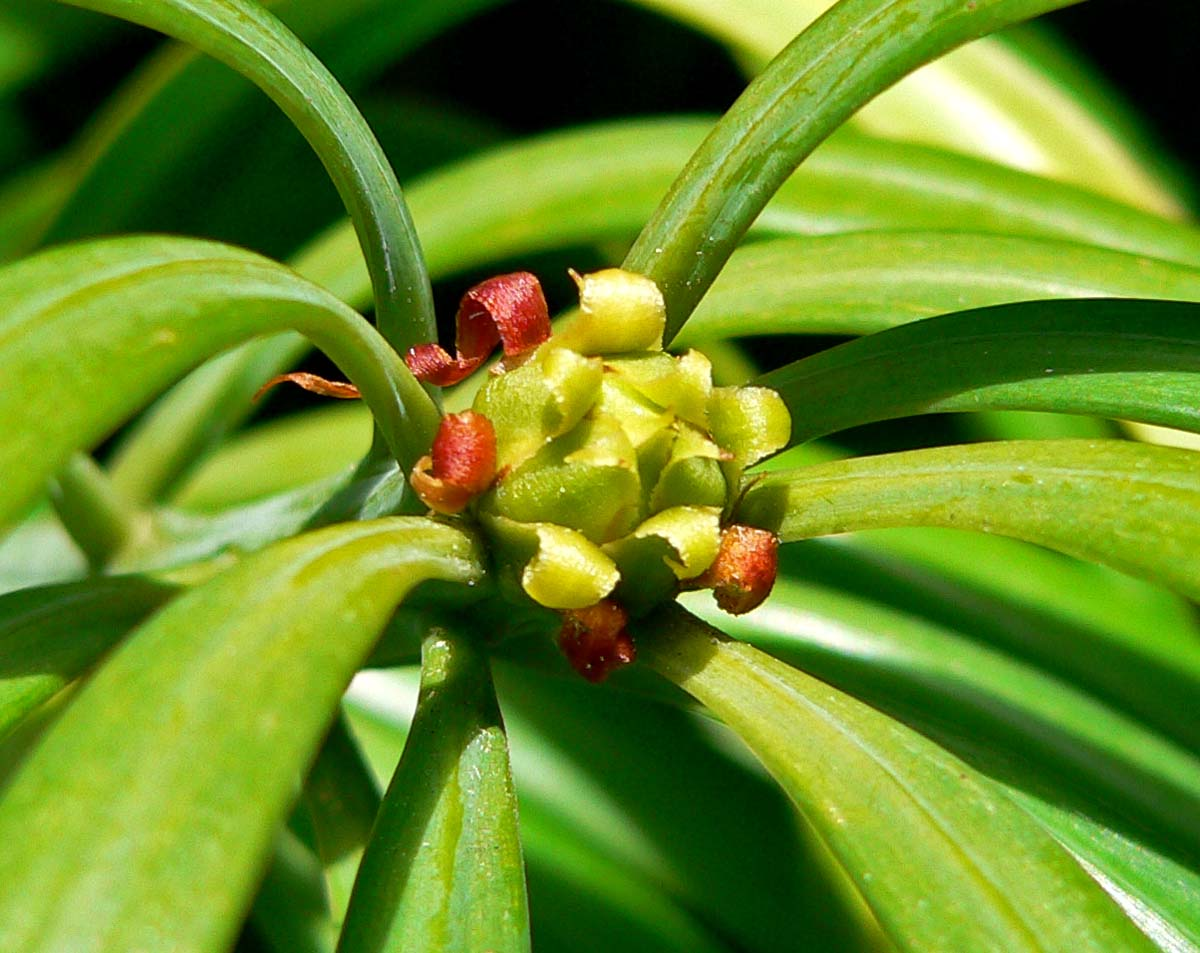
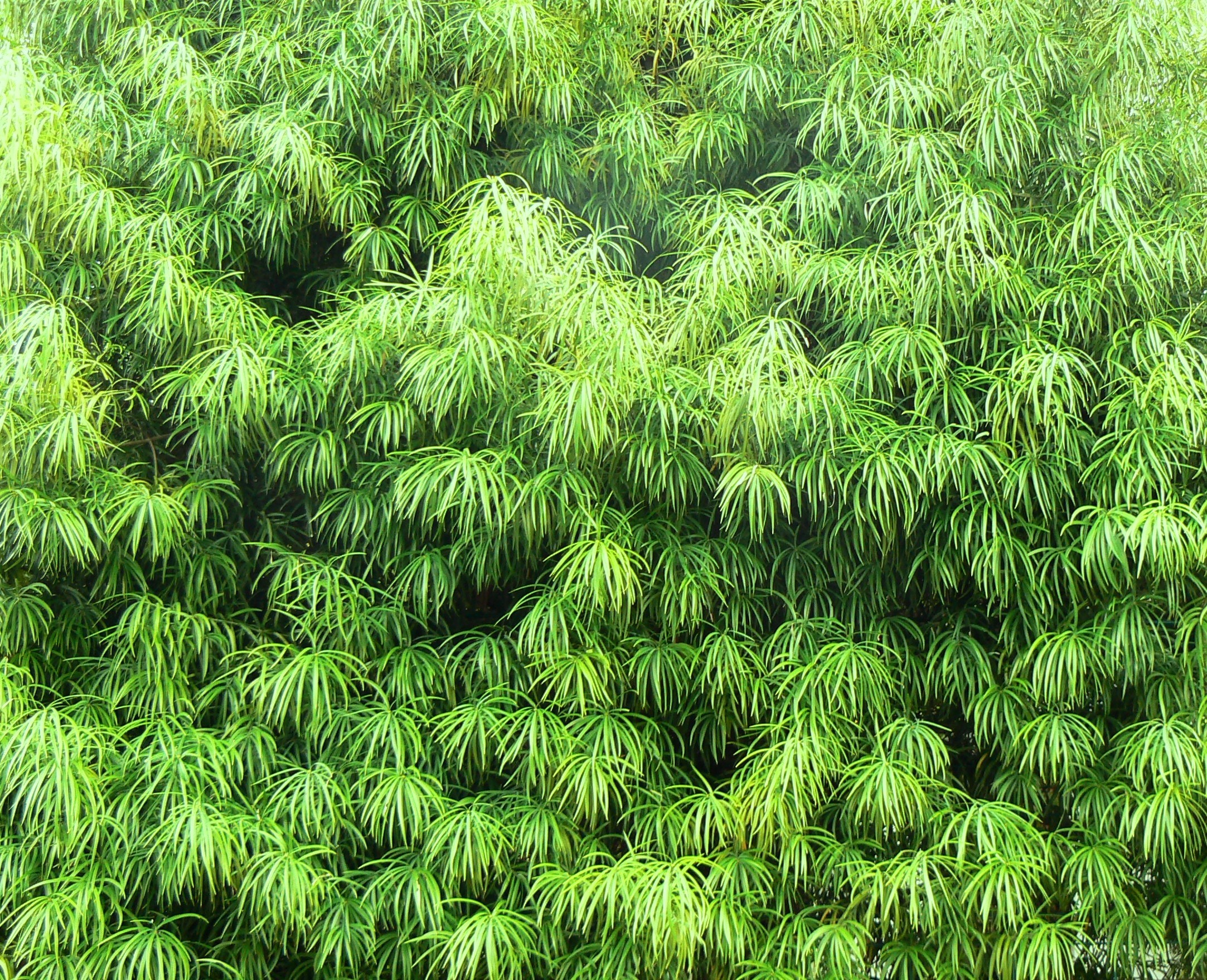